# Ymittos
Ymittos (greacă Υμηττός) Hymmitos, Imittos, Imitos este un oraș în Grecia.
- Suprafață: 1 km²
- Coordonate: 37°56′54″N 23°44′21″E / 37.94833°N 23.73917°E
- Altitudine: 150 m

## Populație
| Annul | Populație | Densitate  |
| ----- | --------- | ---------- |
| 1981  | 12,491    | 12,491/km² |
| 1991  | 11,671    | 11,671/km² |